# Hibiki no Mahō
Hibiki no Mahō (ヒビキのマホウ tạm dịch: Phép màu của Hibiki), với phụ đề a continental chronicle trong ấn bản gốc, là một loạt manga do Maeda Jun chấp bút và Izumi Rei minh họa. Câu chuyện tập trung vào một cô bé tên là Hibiki, người đang học việc với một thuật sĩ tài năng là Shirotsuki. Hibiki không biết tí gì về phép thuật, và việc duy nhất cô có thể hoàn thành xuất sắc là pha trà. Sau một tai nạn khiến người thầy bỏ mạng, Hibiki gia nhập một học viện phép thuật nổi tiếng với vai trò giáo viên.
Hibiki no Mahō bắt đầu đăng trên số tháng 8 năm 2004 của Shōnen Ace, một tạp chí của Kadokawa Shoten, nhưng sau đó đã chuyển sang ấn phẩm chị em của nó là Comp Ace vào tháng 11 năm 2005. Đến tháng 8 năm 2007, hai tankōbon đã được phát hành tại Nhật Bản, và cũng xuất hiện hai lần trên Comp Ace từ tháng 5 năm 2007. Tokyopop đã cấp phép phát hành hai tập truyện tại Bắc Mỹ vào năm 2007, với tựa đề được dịch sang tiếng Anh là Hibiki's Magic. Manga được Anime News Network mô tả là một "giai điệu tràn đầy cảm xúc" nhờ phong cách dẫn truyện rất dễ thương. IGN Comics nhận xét manga là một "câu chuyện mạnh mẽ bị phá vỡ do tạo hình đáng yêu."

## Sơ lược
Hibiki no Mahō xoay quanh nhân vật Hibiki, một cô bé bị cha mẹ bỏ rơi theo học nghề từ một thuật sĩ nổi tiếng là Shirotsuki. Mở đầu câu chuyện, Hibiki sống với Shirotsuki với vai trò trợ lý của anh nhằm tìm hiểu nghệ thuật của quyền phép. Shirotsuki, người được Hibiki gọi bằng "Thầy", đang tìm kiếm chìa khóa cho sự bất tử. Anh là chuyên gia triển khai loại phép thủ công gọi là Vòng tròn Phép thuật, là những đường cong được vẽ trên đất để tạo ra nhiều ma thuật khác nhau. Tuy Shirotsuki đã mời Hibiki cùng anh nghiên cứu, cô bé lại hoàn toàn không có khả năng sử dụng phép thuật và hiếm khi thành công trong bất kì việc gì. Dù thất bại nhiều lần, Hibiki vẫn kiên trì học tập nhờ sự động viên tận tình của thầy mình.
Những nghiên cứu của Shirotsuki bị gián đoạn khi một nhóm người lạ mặt đột nhập vào nhà anh trong lúc đang tiến hành thí nghiệm. Linh hồn Shirotsuki bị chuyển sang một chú sóc, còn cơ thể thật của anh bị thiêu cháy trong vụ hỏa hoạn nhằm bảo vệ thành quả của mình; Hibiki và chú sóc may mắn thoát chết. Không còn nơi nào để đi, Hibiki chuyển đến sống tại thành phố thủ đô Kamigusk. Hibiki rất ngạc nhiên trước danh tiếng của Shirotsuki tại đây, nhờ đó mà cô được đưa thẳng vào làm giáo sư trong Học viện Phép thuật Kamisaid. Hibiki đã cố gắng từ chối do khả năng kém cỏi của mình, nhưng thất bại. Cuối cùng cô buộc phải học cách đối phó với những giáo sư và học viên trong ngôi trường nổi tiếng nhất nước này, đồng thời giúp đỡ nhiều người trong hành trình cuộc sống.
Hibiki gặp rắc rối khi phải dạy bảo một học viên lớn tuổi hơn cô và rất ghét ma thuật là Ahito, và mặc dù sau này cậu bé ấy và Hibiki đã trở thành bạn, Ahito vẫn cứ chống đối lại ma thuật. Với sự hỗ trợ của chú sóc, Hibiki đã tạo ra một người nhân tạo dưới hình thể một bé gái tự đặt cho mình cái tên Shiraasan. Việc dạy dỗ Shiraasan rất khó, nhưng dần dần Hibiki và cô bé đã tạo dựng nên mối quan hệ khắng khít. Hibiki gặp một cô gái bị nguyền rủa tên Shireiyu Nazuna, cô đã giúp Nazuna giảm bớt lời nguyền đồng thời trở thành bạn bè. Nazuna hóa ra là cháu gái của vị vua cai trị vùng đất nơi Hibiki no Mahō diễn ra.
Trong thế giới của Hibiki no Mahō, để đạt được quyền phép, người ta cần phải hy sinh một điều gì đó. Đó có thể là hy sinh về mặt thể chất (như sự đau đớn của Ahito), hay về mặt tinh thần (như Shirotsuki bị mất hết ký ức). Hibiki cố gắng giúp đỡ họ bằng cách xoa dịu nỗi đau của sự hy sinh.